# Hirotaka Uchibayashi
Hirotaka Uchibayashi (født 27. juni 1983) er en tidligere japansk fodboldspiller.
Han har spillet for flere forskellige klubber i sin karriere, herunder Gamba Osaka og Ventforet Kofu.